# Roguy Méyé
Roguy Méyé (Makokou, 7 ottobre 1986) è un calciatore gabonese, attaccante dell'Holtzwihr Wickerschwihr e della nazionale gabonese.